# Humpday
Humpday je americký komediálně-dramatický film z roku 2009, který napsala, produkovala a režírovala Lynn Shelton. Film měl světovou premiéru na filmovém festivalu Sundance dne 16. ledna 2009. V roce 2012 Yvan Attal natočil francouzský remake s názvem Nerušit, v němž hrál hlavní roli s Françoisem Cluzetem.

## Děj
Dva kamarádi Ben a Andrew, oba třicátníci, heterosexuálové, se znovu setkávají po deseti letech. Během opileckého večírku uzavřou sázku, že společně natočí pornografický, a tedy homosexuální artový film. Ben o tom raději nejprve promluví se svou ženou Annou. Ta mu dá najevo, že z myšlenky není vůbec nadšená.
Natáčení má probíhat v hotelu. Jejich pokusy o sexuální kontakt vedou k dlouhým diskusím a analýzám o tom, jak se do této zkušenosti zapojit. Nakonec Ben navrhne jejich experiment odvolat. Ben opustí hotel a omluví se Anně. Andrew poté také odchází a naposledy se podívá na denní práce.

## Obsazení
| Mark Duplass   | Ben    |
| Joshua Leonard | Andrew |
| Alycia Delmore | Anna   |
| Lynn Shelton   | Monica |
| Trina Willard  | Lily   |